# Regio-Tour 2005
Il Regio-Tour 2005, ventunesima edizione della corsa, si svolse dal 10 al 14 agosto 2005 su un percorso di 728 km ripartiti in 5 tappe, con partenza da Heitersheim e arrivo a Vogtsburg im Kaiserstuhl. Fu vinto dal belga Nico Sijmens della Landbouwkrediet-Colnago davanti al tedesco Torsten Hiekmann e al belga Maxime Monfort.

## Tappe
| Tappa  | Data      | Percorso                                            | km    | Vincitore di tappa  | Leader cl. generale |
| ------ | --------- | --------------------------------------------------- | ----- | ------------------- | ------------------- |
| 1ª     | 10 agosto | Heitersheim > Guebwiller                            | 192,3 | Guillermo Bongiorno | Guillermo Bongiorno |
| 2ª     | 11 agosto | Wehr > Müllheim                                     | 170,8 | Nico Sijmens        | Nico Sijmens        |
| 3ª     | 12 agosto | Herbolzheim > Lahr                                  | 184,1 | Jan Svorada         | Nico Sijmens        |
| 4ª     | 13 agosto | Waldkirch > Kandel (cron. individuale)              | 12,3  | Tony Martin         | Nico Sijmens        |
| 5ª     | 14 agosto | Bahlingen am Kaiserstuhl > Vogtsburg im Kaiserstuhl | 168,6 | Sven Krauss         | Nico Sijmens        |
| Totale | Totale    | Totale                                              | 728   |                     |                     |

## Dettagli delle tappe

### 1ª tappa
- 10 agosto: Heitersheim > Guebwiller – 192,3 km

| Pos. | Corridore           | Squadra         | Tempo    |
| ---- | ------------------- | --------------- | -------- |
| 1    | Guillermo Bongiorno | Panaria         | 4h34'04" |
| 2    | Jan Svorada         | eD'System       | s.t.     |
| 3    | Nico Sijmens        | Landbouwkrediet | s.t.     |

| Pos. | Corridore           | Squadra         | Tempo    |
| ---- | ------------------- | --------------- | -------- |
| 1    | Guillermo Bongiorno | Panaria         | 4h34'54" |
| 2    | Jan Svorada         | eD'System       | a 4"     |
| 3    | Nico Sijmens        | Landbouwkrediet | a 6"     |

### 2ª tappa
- 11 agosto: Wehr > Müllheim – 170,8 km

| Pos. | Corridore        | Squadra         | Tempo    |
| ---- | ---------------- | --------------- | -------- |
| 1    | Nico Sijmens     | Landbouwkrediet | 4h30'08" |
| 2    | Sergio Barbero   | Naturino        | a 30"    |
| 3    | Torsten Hiekmann | T-Mobile        | s.t.     |

| Pos. | Corridore        | Squadra         | Tempo    |
| ---- | ---------------- | --------------- | -------- |
| 1    | Nico Sijmens     | Landbouwkrediet | 9h03'55" |
| 2    | Torsten Hiekmann | T-Mobile        | a 39"    |
| 3    | Sergio Barbero   | Naturino        | a 41"    |

### 3ª tappa
- 12 agosto: Herbolzheim > Lahr – 184,1 km

| Pos. | Corridore       | Squadra           | Tempo    |
| ---- | --------------- | ----------------- | -------- |
| 1    | Jan Svorada     | eD'System         | 4h21'11" |
| 2    | Denis Bertolini | Acqua & Sap.      | s.t.     |
| 3    | Renaud Dion     | R.A.G.T. Semences | s.t.     |

| Pos. | Corridore        | Squadra         | Tempo     |
| ---- | ---------------- | --------------- | --------- |
| 1    | Nico Sijmens     | Landbouwkrediet | 13h25'06" |
| 2    | Torsten Hiekmann | T-Mobile        | a 39"     |
| 3    | Sergio Barbero   | Naturino        | a 41"     |

### 4ª tappa
- 13 agosto: Waldkirch > Kandel (cron. individuale) – 12,3 km

| Pos. | Corridore      | Squadra         | Tempo  |
| ---- | -------------- | --------------- | ------ |
| 1    | Tony Martin    |                 | 33'43" |
| 2    | Maxime Monfort | Landbouwkrediet | a 9"   |
| 3    | Matthias Russ  | Gerolsteiner    | a 21"  |

| Pos. | Corridore        | Squadra         | Tempo     |
| ---- | ---------------- | --------------- | --------- |
| 1    | Nico Sijmens     | Landbouwkrediet | 13h59'32" |
| 2    | Torsten Hiekmann | T-Mobile        | a 1'45"   |
| 3    | Maxime Monfort   | Landbouwkrediet | a 1'52"   |

### 5ª tappa
- 14 agosto: Bahlingen am Kaiserstuhl > Vogtsburg im Kaiserstuhl – 168,6 km

| Pos. | Corridore            | Squadra      | Tempo    |
| ---- | -------------------- | ------------ | -------- |
| 1    | Sven Krauss          | Gerolsteiner | 4h19'04" |
| 2    | Moises Aldape Chavez | Panaria      | s.t.     |
| 3    | Rinaldo Nocentini    | Acqua & Sap. | s.t.     |

| Pos. | Corridore        | Squadra         | Tempo     |
| ---- | ---------------- | --------------- | --------- |
| 1    | Nico Sijmens     | Landbouwkrediet | 18h18'36" |
| 2    | Torsten Hiekmann | T-Mobile        | a 1'45"   |
| 3    | Maxime Monfort   | Landbouwkrediet | a 1'52"   |

## Classifiche finali

### Classifica generale
| Pos. | Corridore         | Squadra                   | Tempo     |
| ---- | ----------------- | ------------------------- | --------- |
| 1    | Nico Sijmens      | Landbouwkrediet-Colnago   | 18h18'36" |
| 2    | Torsten Hiekmann  | T-Mobile                  | a 1'45"   |
| 3    | Maxime Monfort    | Landbouwkrediet-Colnago   | a 1'52"   |
| 4    | Matthias Russ     | Gerolsteiner              | a 2'04"   |
| 5    | Björn Papstein    | Team Lamonta              | a 2'27"   |
| 6    | Rinaldo Nocentini | Acqua & Sapone            | a 2'41"   |
| 7    | Sergio Barbero    | Naturino-Sapore di Mare   | a 2'42"   |
| 8    | Holger Sievers    | Team Lamonta              | a 2'48"   |
| 9    | Sergiy Matveyev   | Ceramica Panaria-Navigare | a 2'49"   |
| 10   | Gerhard Trampusch | Akud Arnolds Sicherheit   | a 2'51"   |